# Lionedya
Lionedya is een geslacht van kevers uit de familie van de loopkevers (Carabidae). De wetenschappelijke naam van het geslacht is voor het eerst geldig gepubliceerd in 1871 door Chaudoir.

## Soorten
Het geslacht Lionedya is monotypisch en omvat slechts de volgende soort:
- Lionedya mongolica (Motschulsky, 1850)